# Wigand z Marburga

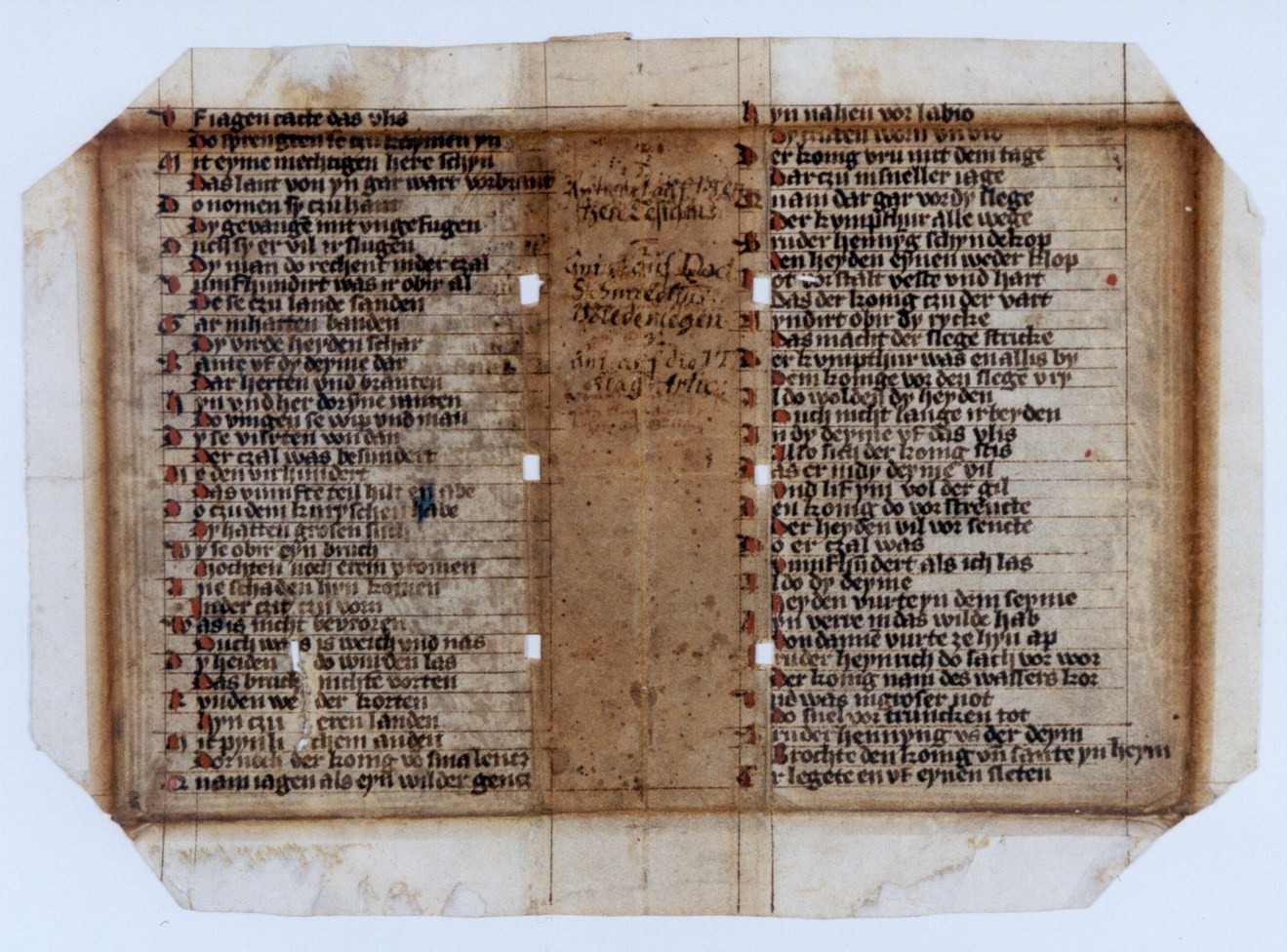
Rymowana kronika Wiganda z Marburga w języku średnio-wysoko-niemieckim (kodeks z Karlsruhe)

Wigand z Marburga (ok. 1365–1409) (niem. Wigand von Marburg) – średniowieczny kronikarz niemiecki opisujący dzieje Zakonu krzyżackiego w okresie walk z Litwinami.
Kronika czyli Roczniki Wiganda z Marburga (Chronicon seu Annales Wigandi Marburgensis), znana też pod tytułem Nowa Kronika Pruska (Chronica nova Prutenica), kontynuująca działalność kronikarską, którą rozpoczął Nikolaus von Jeroschin, jest jednym z podstawowych źródeł informacji o historii Prus, wojen Zakonu z Litwą oraz ich walk z Polską. Kronika obejmuje lata 1293–1394.
Początkowo napisana w języku średnio-wysoko-niemieckim, rymowana prozą, łączyła opis aktualnych wydarzeń z legendami, podaniami ludowymi i mitami. Szacuje się, że Wigand napisał 17 tys. wersów, z których przetrwało do dzisiaj w oryginale jedynie 500. Jednakże polski kronikarz Jan Długosz w latach 60. XV zlecił tłumaczenie dzieła Wiganda na łacinę, które wykonał Konrad Gesselen, uczony toruński. Tłumaczenie to przetrwało do dzisiaj prawie w całości, ale podczas tłumaczenia wiele dat i innych szczegółów zostało przetłumaczonych błędnie.
W Polsce kronika została wydana przez Jana Voigta i hr. Edwarda Raczyńskiego w Poznaniu w 1842 roku w tłumaczeniu Raczyńskiego.